# 烏列什鄉
46°13′N 25°14′E / 46.217°N 25.233°E
烏列什鄉（羅馬尼亞語：Comuna Ulieș, Harghita），是羅馬尼亞的鄉份，位於該國中部，由哈爾吉塔縣負責管轄，面積65平方公里，海拔高度691米，2007年人口1,267，人口密度每平方公里19人。